# Юлія Матіясс
Юлія Матіясс (нім. Julia Matijass, 22 вересня 1973) — німецька дзюдоїстка, олімпійська медалістка.

## Виступи на Олімпіадах
| Олімпіада  | Дисципліна                | Місце |
| ---------- | ------------------------- | ----- |
| Афіни 2004 | дзюдо, надлегка категорія | 3T    |